# Paul Ritterbusch

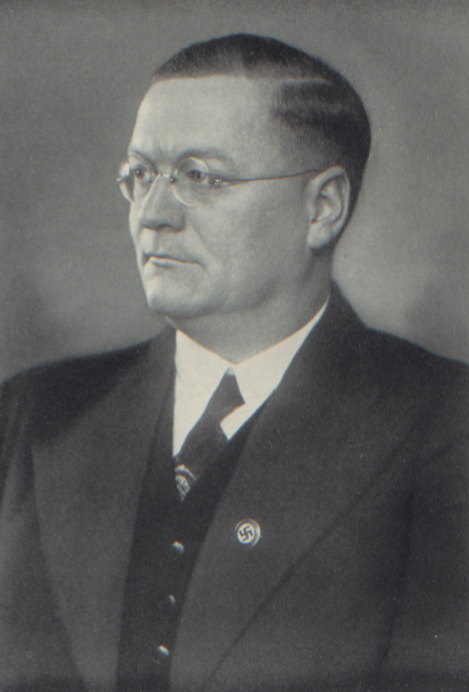
Paul Ritterbusch, Rektor der CAU Kiel, Ende der 1930er Jahre

Paul Wilhelm Heinrich Ritterbusch (* 25. März 1900 in Zschakau; † 26. April 1945 in der Dübener Heide) war ein deutscher Jurist und einer der profiliertesten nationalsozialistischen Wissenschaftsfunktionäre.

## Familie
Paul Ritterbusch war ein Sohn des Ziegeleimeisters Hermann Ritterbusch aus Zschakau (heute Beilrode) und evangelisch. Sein Bruder Fritz Ritterbusch war SS-Hauptsturmführer und Mitglied des Wachpersonals mehrerer Konzentrationslager, sowie Leiter eines Lagerkomplexes in Trautenau-Parschnitz. Ein anderer Bruder, Wilhelm Ritterbusch, war von 1943 bis 1945 Generalkommissar zu besonderen Verwendung in den Niederlanden.
Sein Sohn war der Dokumentarfilmer Richard Ritterbusch (1930–2016).

## Leben und Tätigkeit
Paul Ritterbusch nahm 1918 als Musketier in einer Maschinengewehreinheit am Ersten Weltkrieg teil. Nach eigenen Angaben war er schon als Student seit 1922 entschiedener Anhänger der nationalsozialistischen Bewegung. Laut Martin Otto sympathisierte Ritterbusch ab 1928 mit der NSDAP. Er studierte Rechtswissenschaft in Leipzig und Halle und war bis 1932 Mitglied der Burschenschaft Alemannia Leipzig. 1925 wurde er in Leipzig promoviert und 1929 habilitiert.
Zum 1. September 1932 trat Ritterbusch der NSDAP bei (Mitgliedsnummer 1.318.640). Nach der Machtergreifung wurde Ritterbusch 1933 zum ordentlichen Professor in Königsberg ernannt. Ab dem Juni 1933 arbeitete er im Ausschuss der Deutschen Bücherei Leipzig mit, der von der NS-Reichsschrifttumskammer eingesetzt worden war. Dieser Ausschuss erstellte sog. Schwarze Listen zu vernichtender Literatur. Paul Ritterbusch war für den Bereich „Recht, Politik, Staatswissenschaft“ zuständig.
1935 wurde Ritterbusch ordentlicher Professor für Verfassungs-, Verwaltungs- und Völkerrecht an der Universität Kiel als Nachfolger seines Lehrstuhls beraubten demokratisch gesinnten Völkerrechtlers Walther Schücking. Dem war vorausgegangen, dass die NSDAP und die nationalsozialistisch beherrschten Kultusministerien die Vertreibung aller von ihnen als jüdisch oder als „politisch unzuverlässig“ qualifizierten Universitätsmitglieder, unter Zuhilfenahme des Berufsbeamtengesetzes, in Angriff genommen hatten. Damit wurden ab 1933 Posten frei, auf die zuverlässige junge Nationalsozialisten berufen wurden, die den Kern der Kieler „Stoßtruppfakultät“ bilden sollten. So profitierte Ritterbusch von der Vertreibung Schückings.

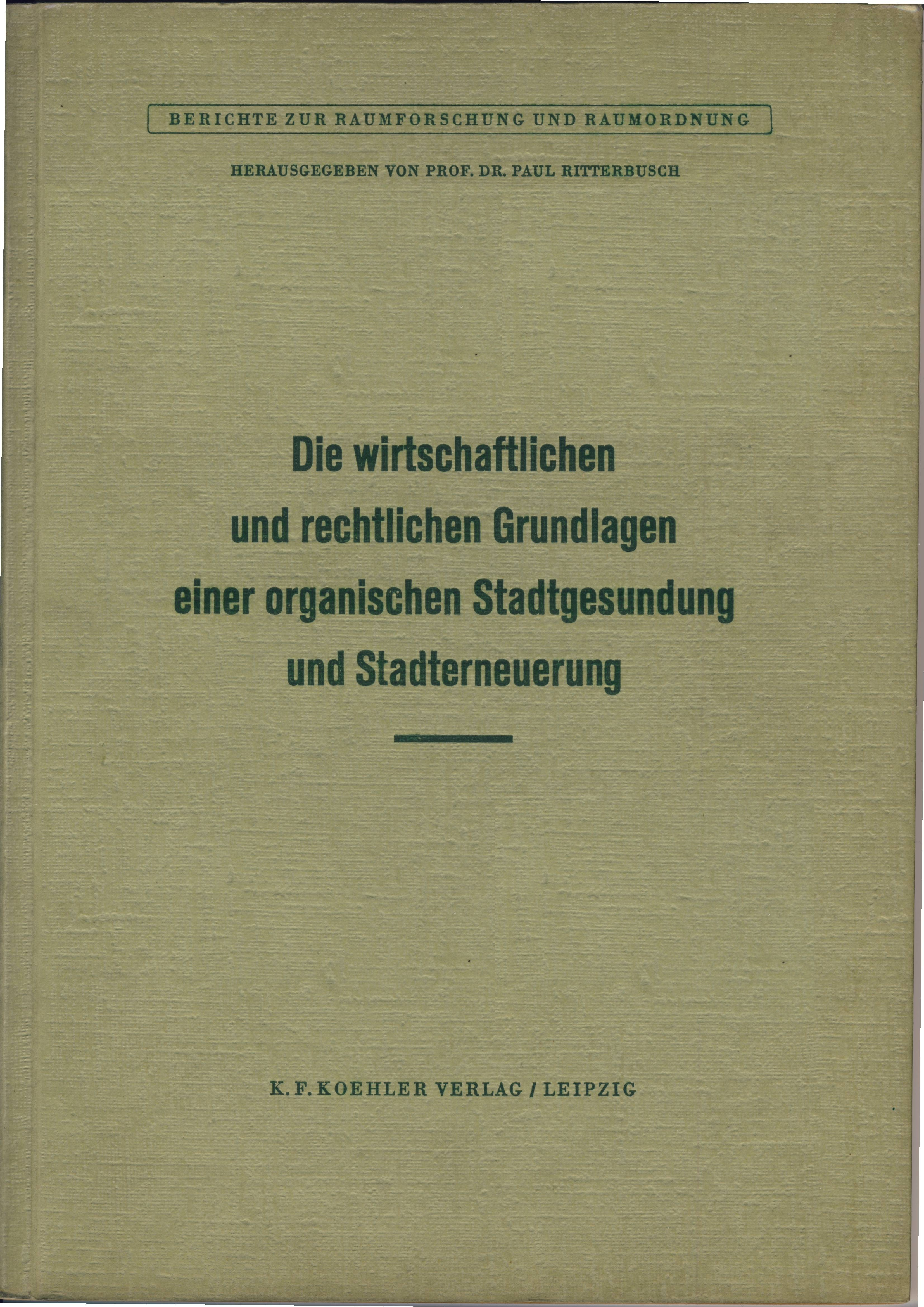
Publikation zur Stadterneuerung, 1943

Am 14. Januar 1936 hielt Paul Ritterbusch eine Rede auf einer Arbeitstagung der Reichsfachgruppe „Richter, Staatsanwälte und Rechtspfleger“ unter Leitung des Reichsjuristenführers und Reichsministers Hans Frank, auf der die Frage der Unabhängigkeit des Richters behandelt wurde.
Im Juni 1936 hielt er einen Vortrag anlässlich der 550-Jahr-Feier der Universität Heidelberg, in dem er die Amtsenthebung von Hochschulangehörigen aus politischen und rassischen Gründen nach dem NS-Gesetz zur Wiederherstellung des Berufsbeamtentums rechtfertigte. Laut Frank-Rutger Hausmann hat „selten“ jemand „das sog. Gesetz zur Wiederherstellung des Berufsbeamtentums (7. April 1933) so nachdrücklich und brutal verteidigt, seine Durchführung so rigoros eingefordert“ wie Paul Ritterbusch in diesem Vortrag.
1937 wurde der junge Jurist zum Rektor der Christian-Albrechts-Universität zu Kiel berufen, die im NS-Sprachgebrauch Grenzlanduniversität des nordischen Raumes Kiel (siehe auch Kieler Schule) genannt wurde, und zugleich NS-Dozentenbundführer der Universität. Nebenbei hatte Ritterbusch zahlreiche weitere Funktionen inne, so wurde er als Nachfolger Carl Schmitts Fachgruppenleiter der „Hochschullehrer“ im NS-Rechtswahrerbund, Mitglied des Ausschusses für Völkerrecht und des Polizeirechtsausschusses der Akademie für Deutsches Recht, die Hans Frank unterstand. Ritterbusch rechtfertigte 1940 bei der 275-Jahr-Feier der Kieler Universität den Terror und die Morde in den Anfangsjahren des Nationalsozialismus mit den Worten „Dieser absolute personelle Umbruch schloß eine ruhige stetige Entwicklung in den ersten Jahren nach 1933 aus“.
Ab 1939 bis 1944 führte Ritterbusch als Nachfolger des Agrarwissenschaftlers Konrad Meyer die Reichsarbeitsgemeinschaft für Raumforschung (RAG).
Seine wichtigste Aufgabe erhielt Ritterbusch 1940 als Obmann des Reichsministeriums für Wissenschaft, Erziehung und Volksbildung (REM) für den Kriegseinsatz der Geisteswissenschaften (Aktion Ritterbusch) – anfangs nebenberuflich. 1941 wurde daraus eine hauptamtliche Tätigkeit, Ritterbusch wurde stellvertretender Chef des Amtes Wissenschaft im REM und erhielt den Rang eines Ministerialdirigenten. Für diese Tätigkeit wurde er vom Wehrdienst an der Front freigestellt. Nach Frank-Rutger Hausmann trug Ritterbusch nun den Doppeltitel „Obmann der Reichsarbeitsgemeinschaft für Raumforschung und Gründer und Leiter der Arbeitsgemeinschaft für den 'Kriegseinsatz' der deutschen Wissenschaften“.
1941 gab Ritterbusch das Rektorat und seinen Lehrstuhl in Kiel auf und übernahm – ohnehin seit 1941 in Berlin tätig – einen Lehrstuhl an der Friedrich-Wilhelms-Universität Berlin. 1942 übernahm er den Posten des Direktors der „Internationalen Akademie für Staats- und Verwaltungswissenschaften“ (Präsident: Wilhelm Stuckart). Ritterbusch war Mitherausgeber der Zeitschrift für Völkerrecht und Herausgeber der Zeitschrift Raumforschung und Raumordnung. Monatsschrift der Reichsarbeitsgemeinschaft für Raumforschung mit dem Hauptschriftleiter Frank Glatzel, erschienen im Verlag Vowinckel, Heidelberg, seit 1937.
Während des Krieges wuchs in der NSDAP Kritik an der Aktion Ritterbusch. Seit 1943 wurde die Zusammenarbeit mit der Forschungsgemeinschaft Deutsches Ahnenerbe der SS verstärkt. Im Juli 1944 wurde Ritterbusch auf Betreiben der SS entmachtet. Er schied im September 1944 aus dem Ministerium aus. Sein Institut für Staats- und Verwaltungsrecht wurde kriegsbedingt von Berlin nach Wittenberg verlegt. In Pretzsch/Elbe, wo Ritterbusch seit 1941 mit seiner Familie lebte, wurde er Ende 1944 als Volkssturmführer zur Wehrmacht eingezogen.
Ritterbusch verübte am Kriegsende beim Herannahen der Alliierten Selbstmord. Er verstarb am 26. April 1945.

## Schriften (Auswahl)
- Parlamentssouveränität und Volkssouveränität in der Staats- und Verfassungsrechtslehre Englands, vornehmlich in der Staatslehre Daniel Defoes. Ein Beitrag zur Ideengeschichte der englischen Repräsentativ-Verfassung. Verlag von Theodor Weiher, Leipzig 1929.
- Idee und Aufgabe der Reichsuniversität. Hanseatische Verlagsanstalt, Hamburg 1935.
- Die Rechtswissenschaft im neuen Staat. Deutscher Rechtsverlag, Wien 1938.
- Kieler Blätter 1815 und 1938. Ein Kapitel zur Geistesgeschichte von Politik und Wissenschaft. In: Kieler Blätter (1938), Heft 1, S. 1–27.
- Die deutsche Universität und der deutsche Geist. Rede, gehalten anläßlich der Übernahme des Rektorats der Christiana Albertina am 24. April 1937. In: Kieler Blätter (1938), Heft 2/3, S. 81–94.
- Hochschullehrer und Hochschullehrerrecht. Referat gehalten auf der Rektorenkonferenz am 15. 12. 1937 in Marburg. In: Kieler Blätter (1938), Heft 4, S. 136–142.
- Georg Fiedler zum Gedächtnis. In: Kieler Blätter (1938), Heft 2/3, S. 219–221.
- Die deutsche Universität und der deutsche Geist. Wachholtz, Neumünster 1939.
- Demokratie und Diktatur: über Wesen und Wirklichkeit des westeuropäischen Parteienstaates. Deutscher Rechtsverlag, Berlin, Wien 1939.
- Hochschule und Wissenschaft im Kriege. Wachholtz, Neumünster 1940.
- Festschrift zum 275 jährigen Bestehen der Christian-Albrechts-Universität Kiel. Hirzel, Leipzig 1940.
- Wissenschaft im Kampf um Reich und Lebensraum. Kohlhammer, Stuttgart 1942.